# Dodge 600
Dodge 600 — чотиридверний седан середнього класу, що вироблявся з 1982 по 1989 рік американськими компаніями Dodge і Chrysler на платформі типу E.

## Історія
Перший прототип автомобіля Dodge 600 був представлений в 1982 році. Серійно автомобіль вироблявся з 1983 року.
Крім седанів, вироблялися також автомобілі-купе і кабріолети. Комплектації Dodge 600 — Base і ES (EuroSport).
Автомобіль оснащувався бензиновими двигунами внутрішнього згоряння Chrysler або Mitsubishi. Обсяг варіюється від 2,2 до 2,6 літрів.
З середини 1984 року випускався кабріолет Dodge 600 ES Turbo з двигуном Chrysler об'ємом 2,2 літра.
У 1989 році автомобіль був витіснений з конвеєра моделями Dodge Spirit і Dodge Dynasty.

## Продаж
| Року   | Седан  | Купе  | Кабріолет | Продажі за рік |
| ------ | ------ | ----- | --------- | -------------- |
| 1983   | 33488  | —     | —         | 33488          |
| 1984   | 37381  | 13296 | 10960     | 61637          |
| 1985   | 32386  | 12670 | 13809     | 58865          |
| 1986   | 31526  | 11714 | 16437     | 59677          |
| 1987   | 40391  | —     | —         | 40391          |
| 1988   | 55550  | —     | —         | 55550          |
| Всього | 230722 | 37680 | 41206     | 309608         |

## Галерея

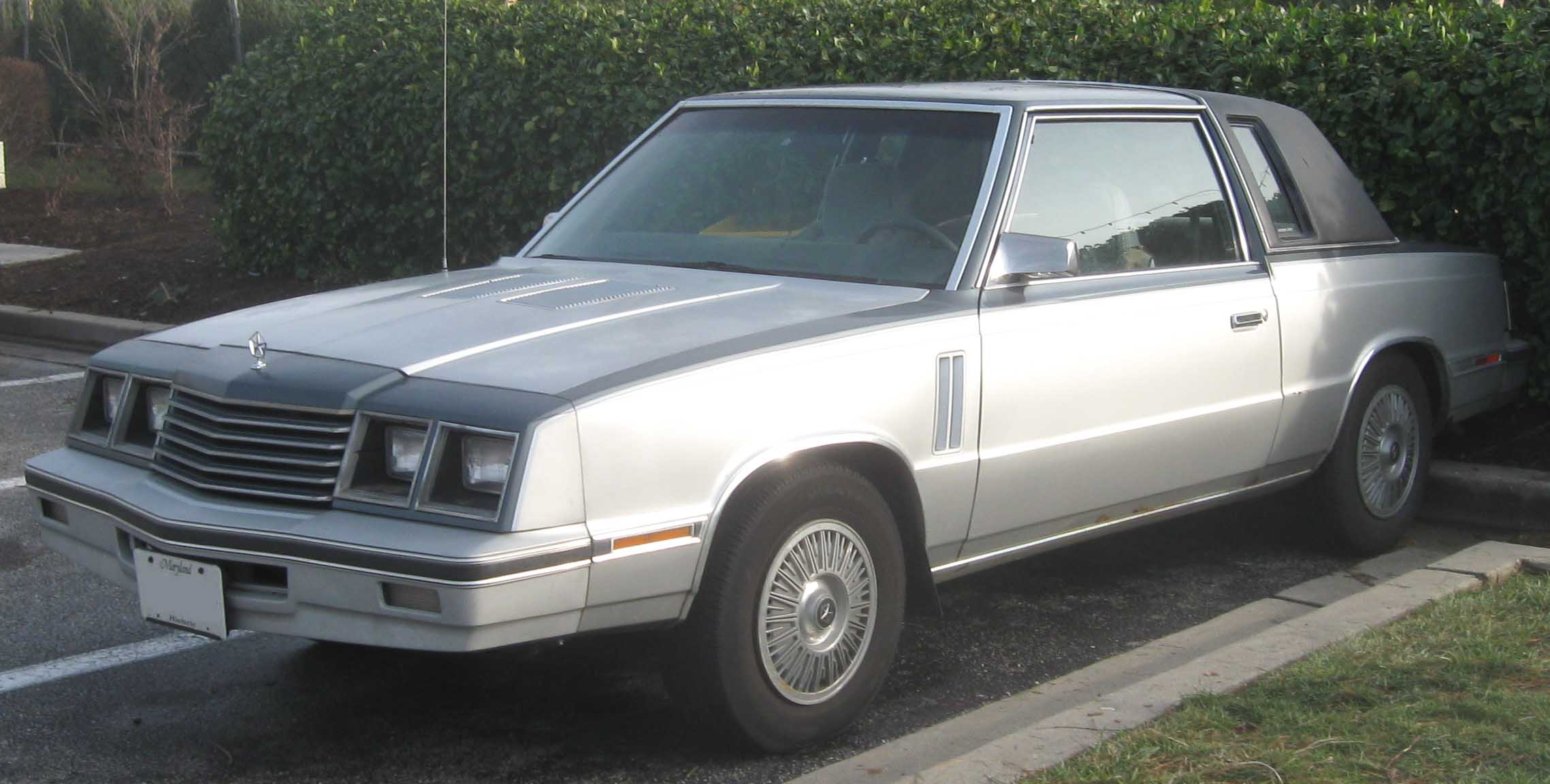
Dodge 600 (купе)
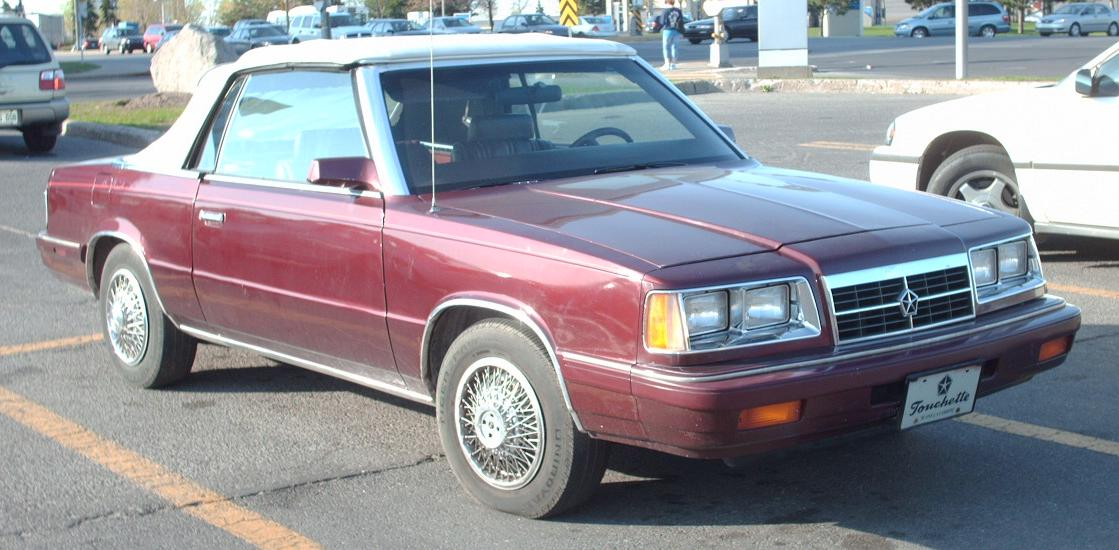
Dodge 600 (кабріолет)
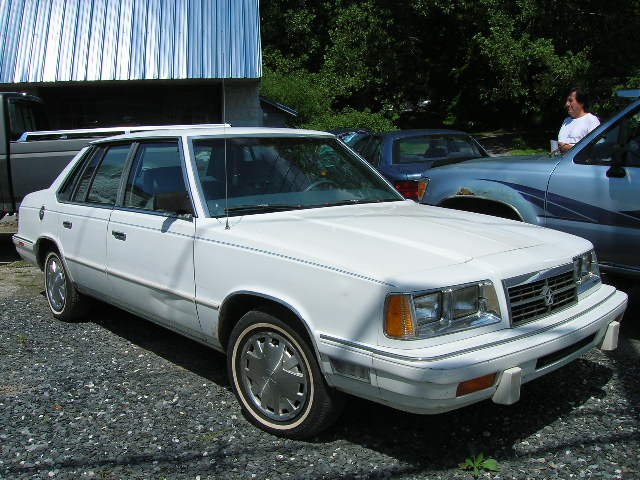
Dodge 600 (седан)
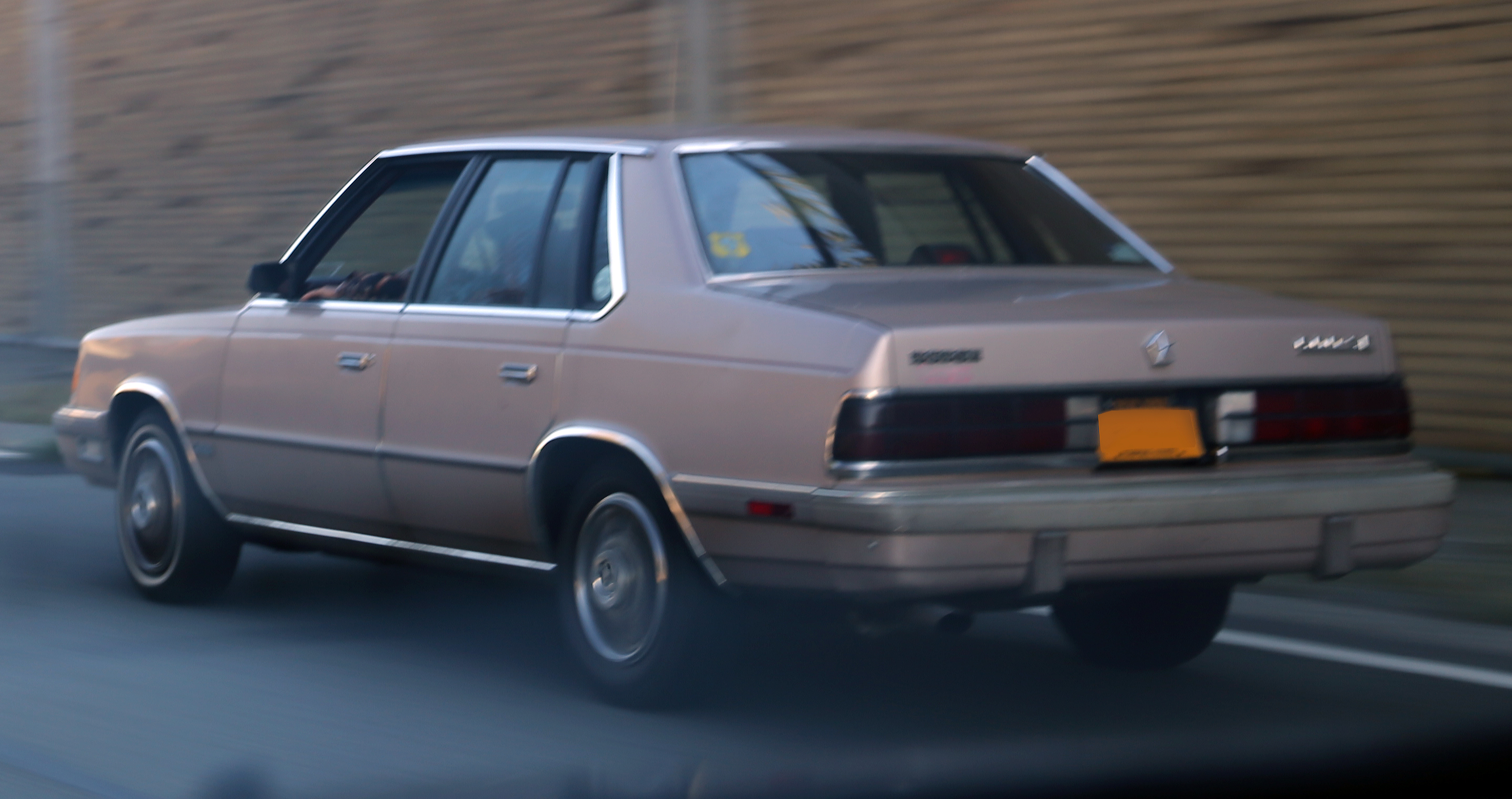
Dodge 600 (вид сзади)